# کیت هودیاک
کیت هودیاک بازیگر انگلیسی تبار اهل گویان می باشدکه میان سال‌های ۱۹۷۸ تا ۱۹۹۲ در تلویزیون و سینمای بریتانیا فعال بود.
هودیاک که در سال ۱۹۶۰ از گویان به بریتانیا نقل مکان کرد، هنگامی که که لی ادواردز از مدرسه اش در استوک نیوینگتون دیدان نمودتا با دانش آموزان برای اجرای نمایش‌های نمایشی کار نماید، به رقص مشتاق شد. بعد از ترغیب ادواردز، هودیاک بورسیه تحصیلی برای تعلیم در مدارس آموزشی هنر کسب کرد. به دنبال آن ۱ سال کار را در آلمان طی نمود و به باله رامبرت اضافه شد که در آن وقت تحت نظر نورمن موریس کارگردان بود.
نخستین بازیگری او در سال ۱۹۷۸ بود، وقتی که او در نقش سم اسپید در انتقام پلنگ صورتی نقش آفرینی نمود. در سال ۱۹۸۳، او نقش [ روبات جنگجو ] را در خصوص بیستمین سالگرد دکتر هو – پنج پزشک نقش آفرینی کرد. در سال ۱۹۸۵ در ۳ قسمت از سریال آیا به شما خدمت می‌کنند دیده شد؟ در طول سال پایان برنامه روی آنتن. او در اقتباس بی‌بی‌سی از شیر، جادوگر و کمد لباس در سال ۱۹۸۸ نقش یکی از دو ساتیر اصلان را نقش آفرینی نمود. او برای زمان کمی در ایست اندرز در سال ۱۹۹۲ دیده شد، اما بازیگری را رها نمود تا یک مربی کلاس باله بزرگسال‌ها و معلم یوگا شود، به خصوص در استودیو رقص آناناس کار می‌نمود.او در مجموعه شیر، کمد و جادوگر بازی کرده است.